# San Pelayo (Espagne)
Pour les articles homonymes, voir San Pelayo et Pelayo (homonymie).
San Pelayo est une commune de la province de Valladolid dans la communauté autonome de Castille-et-León en Espagne.

## Sites et patrimoine
Les édifices les plus caractéristiques de la commune sont :
- Église de la Asunción ;
- Chapelle del Cristo del Suspiro ;
- Fontaine des Tres Caños.

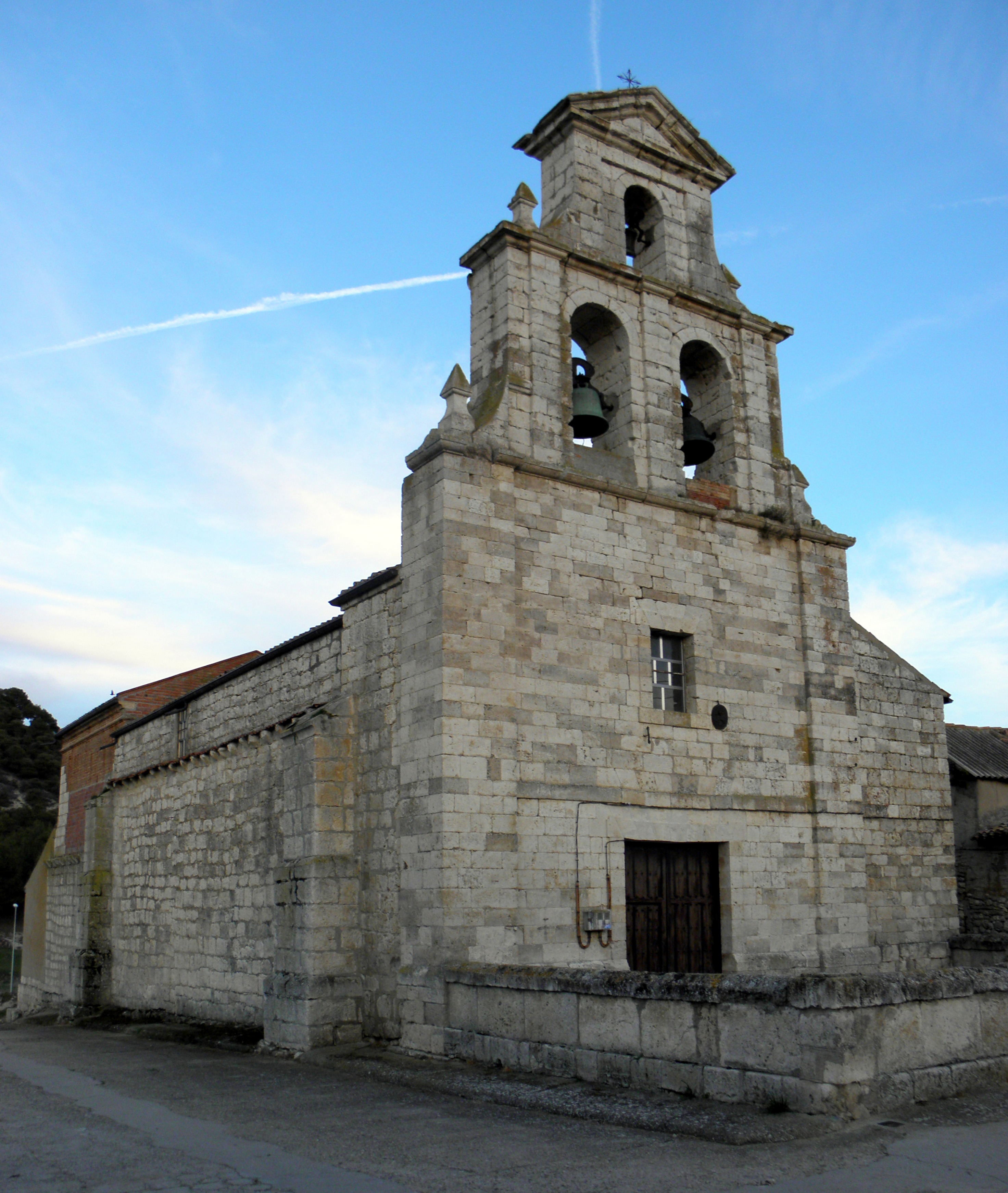
Église de la Asunción.